# Landulf al III-lea de Benevento
Landulf al III-lea (d. decembrie 968 sau 969) a fost principe de Capua (ca Landulf al V-lea) și de Benevento de la 959, inițial din poziția de co-principe alături de tatăl său, Landulf al II-lea de Benevento și fratele său, Pandulf Cap de Fier, iar din 961 doar cu fratele său. Mama ssa se numea Yvantia.
În 961, principele Landulf al II-lea a murit, Landulf și fratele său rămânând principi unici, cu toate că mai vârstnicul Pandulf "Cap de Fier" era de departe mai impunător. Chronicon Salernitanum afirmă că era vorba într-adevăr de co-regență, și de principiul indivizibilității uniunii dintre Capua și Benevento așa cum fusese declarat de către Atenulf I în 900, când se spunea Beneventanorum principatum eius filii Pandolfum et Landulfum bifarie regebant . . . communi indivisoque iure ("principatul beneventin a fost condus în comun de Pandulf și Landulf sub jurisdicție comună indivizibilă"). Cu toate acestea, sistemul până la urmă a clacat, iar Pandulf a condus în Capua, iar Landulf în Benevento.
În 967, împăratul Otto I "cel Mare" s-a deplasat la Roma și l-a însărcinat pe Pandulf să conducă un război împotriva biyantinilor din Apulia. Landulf a participat și el la campania antibizantină ulterioară, din 968, însă s-a retras din cauza unei maladii și a murit la Benevento, lăsând în urma sa doi fii: Pandulf și Landulf. Chronicon Salernitanum precizează că Landulf tenuit principatum una cum suo germanus annos octo, adică "a deținut principatul singur cu fratele său vreme de opt ani". În privința lui Pandulf "Cap de Fier", acesta a reușit să îi îndepărteze pe fiii fratelui săi de moștenire și a devenit principe unic. Mai tîrziu, cei doi fii ai lui Landulf vor deveni totuși principi de Benevento.